# Karl Horejs
Karl Horejs (* 25. November 1915 in Kufstein; † 27. Februar 1984 in Innsbruck) war ein österreichischer Politiker (SPÖ) und Buchdrucker. Er war von 1959 bis 1975 Abgeordneter zum Nationalrat.
Horejs besuchte nach der Volksschule die Bürgerschule und bildete sich an der fachlichen und gewerbliche Fortbildungsschule weiter. Er erlernte den Beruf des Buchdruckers und war von 1934 bis 1937 als Buchdruckergehilfe beschäftigt. Nach dem Zweiten Weltkrieg arbeitete er ab 1945 als provisorischer Leiter des Arbeitsamtes Kufstein, 1947 übernahm er diese Position endgültig. Er wurde in der Folge 1956 zum Oberrevident und 1977 zum Regierungsrat ernannt. 
Horejs wurde bereits 1934 auf Grund seiner politischen Betätigung zu zwei Monate Arrest verurteilt. Er engagierte sich zwischen 1945 und 1980 als Gemeinderat in Kufstein und hatte dabei von 1946 bis 1950 sowie von 1962 bis 1971 die Funktion eines Stadtrates inne, dazwischen war er von 1950 bis 1956 Vizebürgermeister. Innerparteilich fungierte er von 1945 bis 1948 als Obmann der SPÖ Kufstein, zudem war er von 1945 bis 1957 Obmannstellvertreter der SPÖ des Bezirks Kufstein. Er vertrat die SPÖ vom 9. Juni 1959 bis zum 4. November 1975 im Nationalrat. 